# Stazione di Monte Antico
La stazione di Monte Antico è la stazione ferroviaria dell'omonima località del comune di Civitella Paganico, situata lungo la linea Siena - Grosseto. Da questo scalo ferroviario si dirama la linea Asciano-Monte Antico, dismessa dal 1994 e utilizzata in ambito turistico dalla FTI.

## Strutture e impianti
Si trova in località Monte Antico Stazione, a circa 3 km a valle dal Castello di Monte Antico, in un'area dove sorgono solo sporadici nuclei abitativi presso i corrispondenti poderi. L'edificio passeggeri, costituito da due piani, è stato dismesso ed è privo di biglietteria.

## Movimento
La stazione è punto di fermata per tutti i treni regionali in transito lungo la linea tra Grosseto e Siena, che possono fruire di due binari, uno per la fermata ed uno per lo scambio in caso di simultaneità tra due convogli. Inoltre, vi si fermano anche treni turistici in occasione di escursioni dirette al Castello di Monte Antico.

## Servizi
La stazione è classificata nella categoria "Bronze" da RFI.

## Interscambi
All'esterno della stazione vi è la fermata delle autolinee interurbane.